# Demonte
Demonte is een gemeente in de Italiaanse provincie Cuneo (regio Piëmont) en telt 2019 inwoners (31-12-2004). De oppervlakte bedraagt 127,6 km², de bevolkingsdichtheid is 16 inwoners per km².

## Demografie
Demonte telt ongeveer 958 huishoudens. Het aantal inwoners daalde in de periode 1991-2001 met 4,4% volgens cijfers uit de tienjaarlijkse volkstellingen van ISTAT.
| Jaar | Inwoneraantal |
| ---- | ------------- |
| 1991 | 2134          |
| 2001 | 2041          |

## Geografie
Demonte grenst aan de volgende gemeenten: Aisone, Castelmagno, Marmora, Moiola, Monterosso Grana, Pradleves, Sambuco, Valdieri, Valloriate, Vinadio.